# هيلي ستاينفيلد
هيلي ستاينفيلد (بالإنجليزية: Hailee Steinfeld)‏ (ولدت في 11 ديسمبر، 1996) هي ممثلة ومغنية أمريكية، سطع نجمها في فيلم عزم حقيقي (2010)، حيث ترشحت بسببه لجائزة الأوسكار لأفضل ممثلة مساعدة وجائزة BAFTA لأفضل ممثلة في دور رئيسي. في 2013 لعبت دور جولييت في فيلم روميو وجولييت وبترا أركانين في لعبة إندر.

## حياتها المبكرة
ولدت هيلي ستاينفيلد في حي تارزنا الراقي في لوس أنجلوس، لأب يهودي يدعى بيتر ستاينفيلد وهو مدرب لياقة بدنية وأُمّ مهندسة ديكور تُدعى شيري. لديها أخ أكبر يُدعى جرفين. ترعرعت في أغورا هيلز ولاحقا في ثوسند أوكس - كاليفورنيا. أرتادت عدة مدارس، لكن منذ 2008 أصبحت تتلقى تعليم منزلي.

## مسيرتها

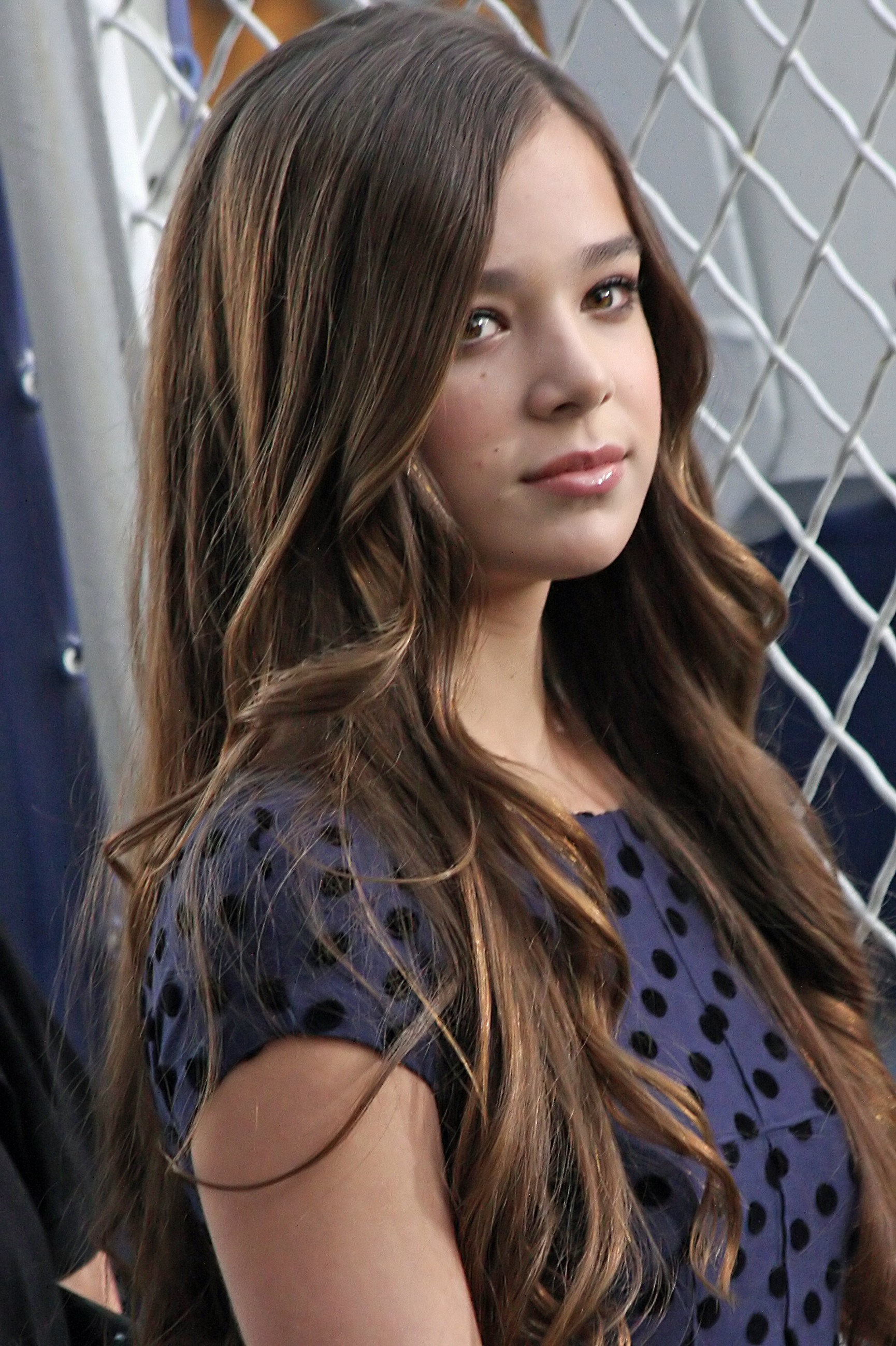
ستاينفيلد في 2010 عند العرض الأول لفيلم Secretariat

بدأت ستاينفيلد التمثيل في عمر الثامنة، حيث ظهرت في عدة أفلام قصيرة لتكتسب الخبرة. لعبت دور تاليا ألدن في الفيلم القصير She's a Fox. شاركت بعد ذلك في العديد من الإعلانات التجارية والظهور كضيفة شرف في البرامج التلفزيونية. أختيرت ستاينفيلد من بين 15,000 فتاة لدور ماتي روز في عزم حقيقي. في 25 يناير 2011 تم الإعلان عن ترشيحها لجائزة الأوسكار لأفضل ممثلة مساعدة عند مهرجان توزيع جوائز الأوسكار الثالث والثمانين.
في مايو 2011 أختيرت ستاينفيلد لتكون الوجه الجديد للعلامة التجارية الشهيرة مياو مياو (Miu Miu).
هي لعبت دور جولييت في فيلم روميو وجولييت (2013) للمخرج كارلو كارلي. الفيلم سيصدر في 11 أكتوبر 2013 في الولايات المتحدة. تم أخيتارها لدور جوليت في 2011 وكان عمرها 14. ونظرًا لصغر سنها كان هناك قلق بأن يطلب منها أن تظهر عارية في الفيلم. المخرج كارلو كارلي شرح «كان هناك مشهد ممارسة الحب يشمل التعري للمتزوجين روميو وجوليت. السيناريو كتب مع ممثلة في عمر ال21 في عين الأعتبار. حالما تم أخيتار هيلي ستاينفيلد، كل مشاهد التعري والحب تم أزالتها من السيناريو لجعله مناسبا لعمر ال14.» جوليان فيلوز، كاتب السيناريو صرح «شعرنا بأنه من الجميل أن يكون هناك حب رومانسي زوجي، وهذا النقاء كان جزء مهم من الفيلم. هما لا يمارسان الحب حتى يتزوجا.» ستاينفيلد أنهت تصوير مشاهدها من الفيلم في 7 مارس 2012.
مشاريعها في 2013 شملت أيضا دور فايلت في الفيلم الدراما والرومانسية هل تستطيع أغنية أن تنقد حياتك؟ (Can a Song Save Your Life) من إخراج جون كارني. كما شاركت في فيلم الخيال العلمي والمغامرات لعبة إندر من إخراج جافن هود ومبني على الرواية بنفس الاسم للكاتب أورسن سكوت كارد. وقد صدر الفيلم في 1 نوفمبر 2013. شركة باراماونت أعلنت أنها حصلت على حقوق عمل فيلم عن «منسي» (Forgotten)، وهي رواية للكاتب كات باتريك في 2011 كما لعبت ستاينفيلد الدور الرئيسي لشخصية لندن لين. كما شاركت في فيلم مقتبس عن الرواية الرومانسية-الكوميدية «لماذا أنفصلنا» (Why We Broke Up) بدور من غرين. الفيلم من إخراج بيت مكارثي ميلر وقد صدر في 2014.

## أعمالها

### أفلام
| السنة | العنوان                                       | الدور      | ملاحظات |
| ----- | --------------------------------------------- | ---------- | ------- |
| 2010  | عزم حقيقي                                     | ماتي روز   |         |
| 2013  | البدء مرة أخرى                                | فايلويت    |         |
| 2013  | روميو وجولييت                                 | جولييت     |         |
| 2013  | لعبة إندر                                     | بيترا      |         |
| 2014  | 3 أيام للقتل                                  | زوي        |         |
| 2014  | رجل المنزل                                    | تابيثا     |         |
| 2014  | عندما كانت مارني هناك                         | انا ساساكي |         |
| 2015  | طبقة الصوت المثالية 2                         | ايملي      |         |
| 2015  | قاتل بالكاد                                   | ميغن       |         |
| 2016  | مصطلح الحياة                                  |            |         |
| 2016  | عتبة السابعة عشر                              |            |         |
| 2018  | بامبلبي                                       |            |         |
| 2018  | سبايدرمان: إنتو ذا سبايدر-فيرس                |            |         |
| 2019  | ملائكة تشارلي                                 |            |         |
| 2023  | سبايدرمان: أكروس ذا سبايدر-فيرس (الجزء الأول) |            |         |
| 2023  | ذا مارفيلز                                    |            |         |

### مسلسلات
- ذا فويس (2015–2018)
- ديكنسون (2019–2021)
- شارع سمسم (2020)
- آركين (2021–2024)
- هوك آي (2021)
- استوديوهات مارفل: المجمعة (2022)
- ماذا لو (2024)

## وصلات خارجية
- هيلي ستاينفيلد على موقع IMDb (الإنجليزية)
- هيلي ستاينفيلد على موقع ميتاكريتيك (الإنجليزية)
- هيلي ستاينفيلد على موقع روتن توميتوز (الإنجليزية)
- هيلي ستاينفيلد على موقع قاعدة بيانات الأفلام العربية
- هيلي ستاينفيلد على موقع ألو سيني (الفرنسية)
- هيلي ستاينفيلد على موقع ميوزك برينز (الإنجليزية)
- هيلي ستاينفيلد على موقع تيرنر كلاسيك موفيز (الإنجليزية)
- هيلي ستاينفيلد على موقع أول موفي (الإنجليزية)
- هيلي ستاينفيلد على موقع بوكس أوفيس موجو (الإنجليزية)
- هيلي ستاينفيلد على موقع قاعدة بيانات الأفلام السويدية (السويدية)